# Tsjeremchovo
Tsjeremchovo (Russisch: Черемхово) is een stad in de oblast Irkoetsk in Rusland en is het bestuurlijk centrum van het district Tsjeremchovski.
De stad ligt aan de Trans-Siberische spoorlijn. De stad werd gesticht in 1772 en kreeg in 1917 de status van stad. Doordat Tsjeremchovo in het steenkoolgebied van Irkoetsk ligt is het al een centrum van steenkoolontginning sinds 1896. Rond 1906 waren er reeds 96. Naast steenkoolontginning heeft de stad ook veel industrie zoals meubelfabrieken, industriële bakkerijen en brouwerijen. Het aantal inwoners is de laatste jaren aanzienlijk afgenomen omdat de kolenreserves dreigden op te raken en omdat het ontginnen in Toeloen makkelijker was.
| 1939   | 1959    | 1989   | 1998   | 2002   |
| ------ | ------- | ------ | ------ | ------ |
| 56.000 | 121.700 | 73.600 | 70.500 | 60.107 |